# Ciecierzyca

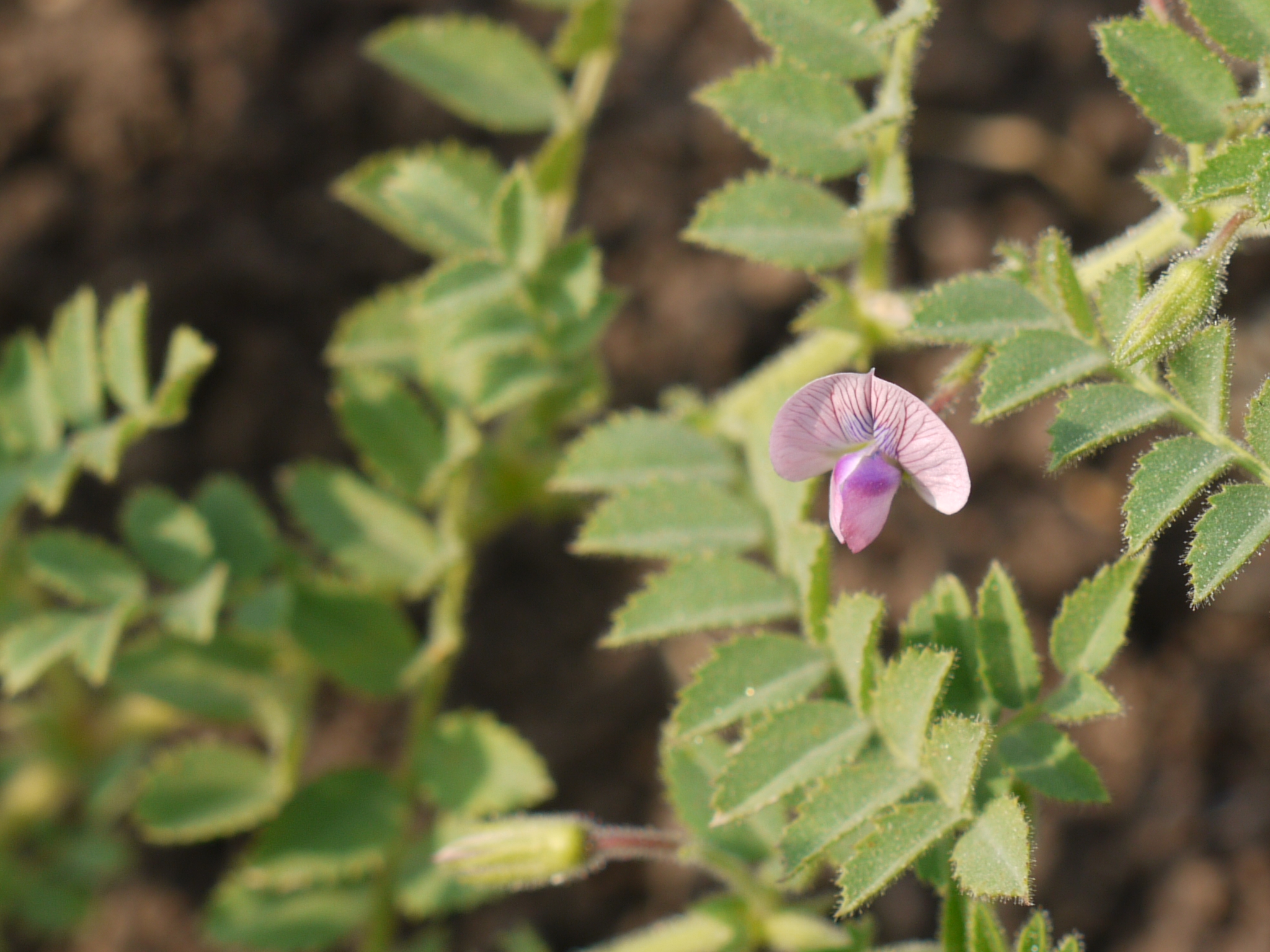
Ciecierzyca pospolita

Ciecierzyca (Cicer) – rodzaj roślin z rodziny bobowatych. Do rodzaju należy 45 gatunków. Występują na obszarze od Wysp Kanaryjskich do centralnej Azji i północno-wschodniej Afryki, z największym zróżnicowaniem w rejonie Morza Śródziemnego. W Polsce brak przedstawicieli tego rodzaju z wyjątkiem przejściowo dziczejącej ciecierzycy pospolitej C. arietinum.
Duże znaczenie jako roślina uprawna ma ciecierzyca pospolita, nieznana już ze stanowisk naturalnych. Ma zastosowanie w kuchni, szczególnie krajów basenu Morza Śródziemnego. Stanowi m.in. podstawowy składnik hummusu.

## Morfologia
PokrójGruczołowato owłosione rośliny jednoroczne i byliny, rzadko także cierniste krzewy.
LiścieParzystopierzaste z wąsem czepnym na końcu osadki liściowej, czasem sztywnym kolcem, lub nieparzystopierzaste z listkiem na końcu osadki. Brzegi listków piłkowane. Przylistki ząbkowane.
KwiatyMotylkowe, pojedyncze lub  zebrane po 2–5 w grono. Kielich 5-ząbkowy, nieco wydęty u nasady. Dwa dolne płatki korony tworzą łódeczkę, dwa boczne zaokrąglone skrzydełka, a piąty wzniesiony jest do góry, tworząc żagielek. W łódeczce znajduje się jeden wygięty słupek z jedną, górną zalążnią zawierającą wiele zalążków oraz 10 pręcików, z których dziewięć zrośniętych jest nitkami, tworząc rurkę, jeden pręcik zaś jest wolny.
OwoceGruczołowato owłosiony strąk zawierający od 1 do 10 kulistawych nasion.

## Systematyka
Pozycja systematyczna rodzaju według APweb (aktualizowany system APG IV z 2016)
Jeden z rodzajów podrodziny bobowatych właściwych Faboideae w rzędzie bobowatych Fabaceae s.l. W obrębie podrodziny należy do monotypowego plemienia Cicereae.
Pozycja systematyczna rodzaju według systemu Reveala (1993–1999)
Gromada okrytonasienne (Magnoliophyta Cronquist), podgromada Magnoliophytina Frohne & U. Jensen ex Reveal, klasa Rosopsida Batsch, podklasa różowe (Rosidae Takht.), nadrząd Fabanae R. Dahlgren ex Reveal, rząd bobowce (Fabales Bromhead), rodzina bobowate (Fabaceae Lindl.), rodzaj ciecierzyca (Cicer L.).
Wykaz gatunków
- Cicer acanthophyllum Boriss.
- Cicer anatolicum Alef.
- Cicer arietinum L. – ciecierzyca pospolita
- Cicer atlanticum Coss. ex Maire
- Cicer balcaricum Galushko
- Cicer baldshuanicum (Popov) Lincz.
- Cicer bijugum Rech.f.
- Cicer canariense A.Santos & G.P.Lewis
- Cicer chorassanicum (Bunge) Popov
- Cicer cuneatum Hochst. ex A.Rich.
- Cicer echinospermum P.H.Davis
- Cicer fedtschenkoi Lincz.
- Cicer flexuosum Lipsky
- Cicer floribundum Fenzl
- Cicer graecum Orph. ex Boiss.
- Cicer grande (Popov) Korotkova
- Cicer heterophyllum Contandr., Pamukç. & Quézel
- Cicer incanum Korotkova
- Cicer incisum (Willd.) K.Malý
- Cicer isauricum P.H.Davis
- Cicer judaicum Boiss.
- Cicer kermanense Bornm.
- Cicer korshinskyi Lincz.
- Cicer laetum Rassulova & B.A.Sharipova
- Cicer luteum Rassulova & B.A.Sharipova
- Cicer macracanthum Popov
- Cicer microphyllum Royle ex Benth.
- Cicer mogoltavicum (Popov) A.S.Korol.
- Cicer montbretii Jaub. & Spach
- Cicer multijugum Maesen
- Cicer nuristanicum Kitam.
- Cicer oxyodon Boiss. & Hohen.
- Cicer paucijugum (Popov) Nevski
- Cicer pinnatifidum Jaub. & Spach
- Cicer pungens Boiss.
- Cicer rasulovae Lincz.
- Cicer rechingeri Podlech
- Cicer reticulatum Ladiz.
- Cicer songaricum Stephan ex DC.
- Cicer spiroceras Jaub. & Spach
- Cicer stapfianum Rech.f.
- Cicer subaphyllum Boiss.
- Cicer tragacanthoides Jaub. & Spach
- Cicer uludereensis Dönmez
- Cicer yamashitae Kitam.